# Blue Dragon
|  | Aquest article tracta sobre el videojoc del mateix nom. Si cerqueu l'anime, vegeu «Blue Dragon (anime)». |

Blue Dragon és un joc de rol per la consola de videojocs Xbox 360 desenvolupat per Mistwalker i Artoon i publicat per Microsoft Game Studios. Ha esdevingut el primer joc tradicional de videojoc de rol japonès per l'Xbox 360. En el projecte hi ha intervingut Akira Toriyama (creador de Bola de Drac i Dr. Slump) en el disseny dels personatges i Hironobu Sakaguchi (creador de la sèrie de videojocs Final Fantasy) en la supervisió del seu desenvolupament.

## Personatges

### Protagonistes
- Shu: Protagonista. És un noi de 16 anys que viu amb el seu avi. La seva ombra és un drac blau (Blue Dragon).
- Kluke: Una noia de 16 anys amable i madura, amiga d'en Shu i en Jiro. La seva ombra és un fènix que té la capacitat de llençar encanteris.
- Jiro: Jove de 17 anys i amic d'en Shu i de la Kluke. La seva ombra és un minotaure amb la capacitat de curar.
- Zola: Mercenària. Una jove de 20 anys bastant freda i forta. La seva ombra s'anomena ratpenat assassí
- Marumaro: Un personatge amb forma de gat de la tribu dels Debi. Té al voltant de 14 anys i la seva ombra s'anomena tigre sabre.

### Enemics
- Nene: L'enemic principal. És qui lidera els atacs contra els pobles d'en Shu, de la Kluke i d'en Jiro. La seva ombra és una quimera.
- Deathory: La mascota d'en Nene. Es limita a repetir les paraules d'aquest i a gaudir del patiment que causa. En veritat és un guerrer biomecànic molt poderós que va ser destinat a exterminar els essers ancestrals. Quan derrotes a en Nene ell torna a la seva veritable forma i és l'enemic final del joc.
- Szabo: General robotic de les forces enemigues.

## Anime
L'adaptació de l'anime és dirigida per Yukihiro Matsushia, animada pels Estudis Pierrot i co-produïda per Sky Perfect Wellthink, TV Tokyo i Pierrot. Va ser anunciat el novembre de 2006 i es va començar a emtetre el 7 d'abril del 2007. Consta de 51 episodis. Hi ha una segona temporada anomenada BLUE DRAGON 天空の七竜; BLUE DRAGON Tenkai no Shichi Ryuu; lit. "Blue Dragon: Els Set Dracs del Cel", emetent-se el primer cop el 5 d'abril de 2008 al Japó. Està llicenciat a Amèrica del Nord i a Europa.
Es va emetre per primer cop en català el 20 d'octubre de 2009 al Canal Super 3.

## Música
La banda sonora de Blue Dragon fou composta i produïda per Nobuo Uematsu, conegut per compondre bona part de la música de la sèrie Final Fantasy. Un dels temes de boss, "Eternity", fou compost per Uematsu, amb lletra del mateix Hironobu Sakaguchi, i la veu és del cantant anglès Ian Gillan, conegut per Deep Purple. El disc de la banda sonora es va publicar el 13 de desembre de 2006, amb arranjaments de Satoshi Henmi i Hiroyuki Nakayama. Als concerts Play! A Video Game Symphony de 2006 es va tocar música de Blue Dragon. IGN va considerar que la cançó "Cave" era un dels "10 Millors Moments Musicals de Nobuo Uematsu". El grup Enter Shikari també va fer una cançó instrumental, "Enter Shikari vs. Blue Dragon" per a la banda sonora original.